# Exorcist
Exorcist war eine US-amerikanische Black- und Thrash-Metal-Band aus New York City, die im Jahr 1985 gegründet wurde und sich kurz darauf wieder trennte.

## Geschichte
Über die Entstehungsgeschichte der Band ist nur sehr wenig bekannt. Die Gruppe veröffentlichte im Jahr 1986 bei Cobra Records ihr einziges Album Nightmare Theatre und verschwand danach kurz darauf wieder. Erst später wurde bekannt, dass die Namen von Sänger Damian Rath, Gitarrist Marc Dorian, Bassist Jamie Locke und Schlagzeuger Geoff Fontaine lediglich Pseudonyme waren und sich hinter diesen die Bandmitglieder von Virgin Steele (David Defeis, Edward Pursino, Joe O’Reilly und Joey Ayvazian) verbargen. Die Band entstand aus einem Rechtsstreit um die Namensrechte von Virgin Steele, nachdem Jack Starr 1983 die Band verlassen hatte. Nachdem Starr den Rechtsstreit verloren hatte und das Projekt Virgin Steele fortgeführt werden konnte, wurde das Projekt Exorcist wieder aufgegeben.

## Stil
Die Band spielte eine Mischung aus Black- und Thrash-Metal und lässt sich mit Bands wie Venom sowie den frühen Slayer, Metallica und Exciter vergleichen. Explizit werden dabei die Alben Kill ’Em All von Metallica und Show No Mercy von Slayer genannt. Metal-District.de bezeichnet das Album als eine „der ersten wirklichen Black-Metal-Scheiben“ und behauptet, dass Venom damals „das Einzige war, was man als Black Metal bezeichnen konnte (na ja gut, Slayer hat man damals ja auch als Black Metal bezeichnet....)“, obwohl diese Bezeichnung um 1985 auch für andere Bands wie Running Wild, Bathory, Mercyful Fate, Slayer, Vulcain oder auch Death Mantas und Nasty Savage verwandt wurde.

## Diskografie
- 1986: Nightmare Theatre (Album, Cobra Records)